# 陈震宁
陈震宁（1958年10月—），男，汉族，江苏阜宁人，中华人民共和国政治人物。南京师范学院中文系与江苏省委党校区域经济学专业毕业，在职研究生学历，经济学硕士学位。曾任江苏省人民政府副省长，江苏省人大常委会副主任、党组副书记。

## 生平
1977年1月加入中国共产党。1977年2月，19岁的陈震宁考入南京师范学院中文系学习。1980年2月参加工作，在家乡阜宁县教师进修学校当教师。1982年10月任阜宁县委宣传部干事。1984年1月任共青团阜宁县委书记，1984年9月在江苏省委党校干部培训班学习，1986年8月任阜宁县吴滩乡党委书记。1990年3月任阜宁县副县长，1993年1月任阜宁县委常委、常务副县长。1995年1月任盐城市郊区区委副书记、区长，1996年8月任盐都县委副书记、县长。
1998年1月，陈震宁任盐城市副市长。2000年8月升任连云港市人民政府代市长，2001年1月任市长。2001年12月，任中共连云港市委书记。2002年1月—2003年11月在南京师范大学与澳大利亚麦考瑞大学合作培养经济学硕士研究生班学习。2005年6月，任江苏省劳动和社会保障厅厅长、党组书记。2006年9月—2009年7月在江苏省委党校区域经济学专业在职研究生学习。
2009年7月，任江苏省经济和信息化委员会主任、党组书记。2012年1月，任江苏省发展和改革委员会主任、党组书记。2016年12月2日，任江苏省人民政府副省长。2018年1月31日，当选江苏省人大常委会副主任。2018年2月24日，当选为第十三届全国人大代表。2022年1月，辞去江苏省人大常委会副主任职务。
中国共产党十六大、十八大代表，十一届、十三届全国人民代表大会代表，江苏省十二届、十三届人大代表。